# Antal Lehár

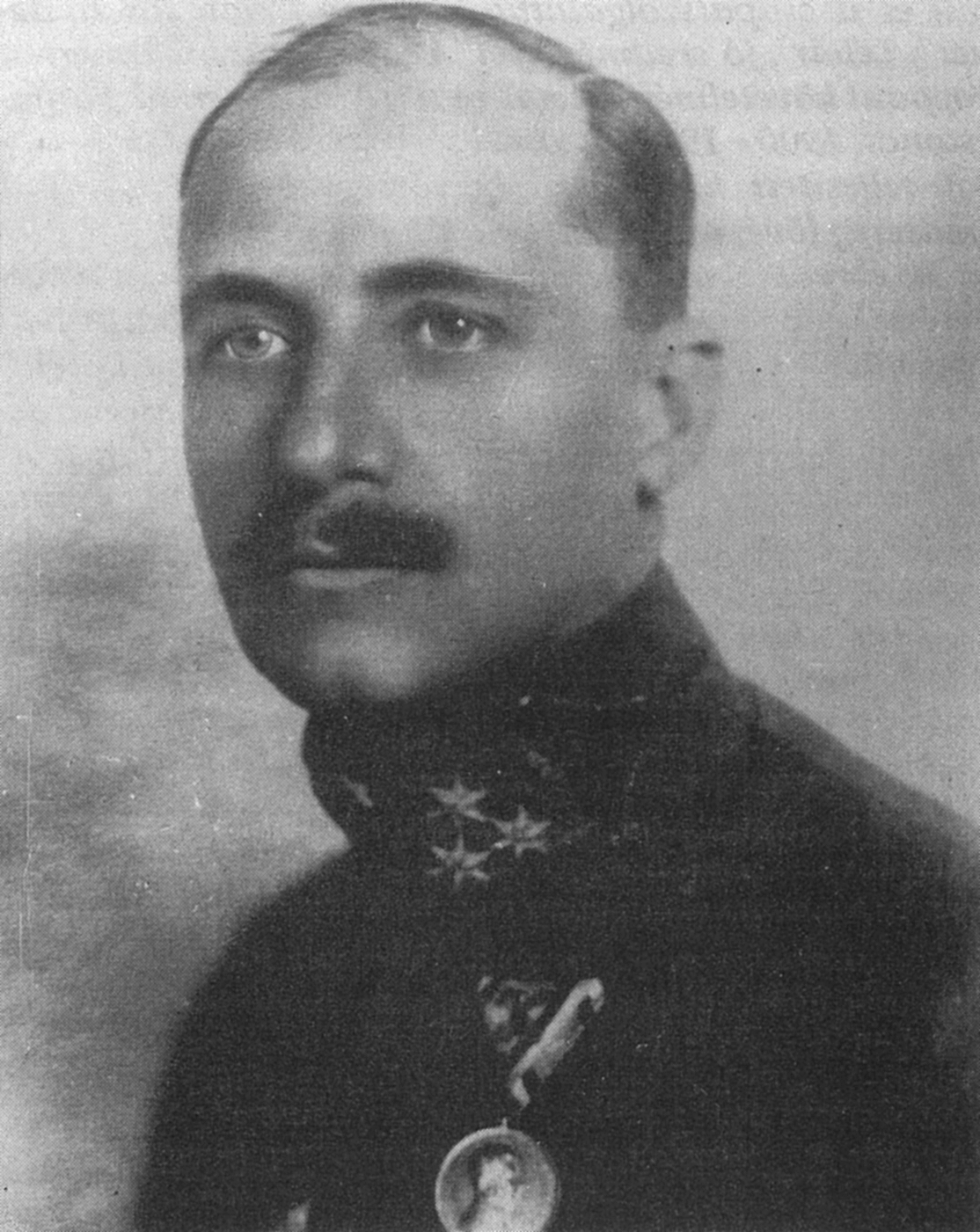
Antal Lehár

Báró Antal Lehár, baron,  (n. 21 februarie 1876, Sopron, Comitatul Sopron, Ungaria – d. 12 noiembrie 1962, Viena, Austria) a fost ofițer și fratele compozitorului (Ferenc) Franz Lehár.
A studiat la școala militară, în primul război mondial a fost locotenent și a primit decorația Maria Terezia, și titlul de baron.
După căderea lui Kun Béla, a fost mâna dreapta a lui Miklós Horthy și a fost alături de el când acesta a intrat în Budapesta în 1919.
În timpul celui de-al doilea puci a fost de partea lui Carol al IV-lea al Ungariei, după care a fost desemnat ministrul apărării.
După bătălia de la Budaörs a fost arestat, iar după eliberarea sa a emigrat în Germania.
1. 1 2 3 4  Magyar életrajzi lexikon, accesat în 1 noiembrie 2022